# Euan Murray
Euan Alistair Murray (Glasgow, 7 agosto 1980) è un rugbista a 15 britannico, internazionale per la Scozia, che gioca nel ruolo di pilone con il Pau nel Top14.

## Biografia
Proveniente dai Glasgow Hawks, Murray volle conseguire la laurea in medicina veterinaria prima di iniziare a giocare nel 2003 a livello professionistico con i Glasgow Warriors; tuttavia cominciò già a collezionare precedentemente alcune presenze con i Warriors durante il periodo universitario. Già nazionale scozzese a livello giovanile, fece il suo debutto internazionale con la maglia della Scozia il 5 giugno 2005 affrontando la Romania a Bucarest.
Terminata nel 2007 l'esperienza in Celtic League, Murray si trasferì in Inghilterra per giocare con il Northampton nella National Division One. Venne convocato per disputare la Coppa del Mondo di rugby 2007 in qualità di pilone titolare giocando in quattro delle cinque partite disputate dalla Scozia, compreso il quarto di finale contro l'Argentina perso 19-13. A livello di club vinse con il Northampton il campionato e la squadra venne promossa nella English Premiership per la stagione 2008-09; seguirono la vittoria della European Challenge Cup 2008-09, della Coppa Anglo-Gallese (2010) e il raggiungimento della finale di Heineken Cup 2010-11 in cui i Northampton Saints persero 33-22 contro il Leinster Rugby.
Fervente cristiano, nel 2009 Euan Murray annunciò la sua volontà di non voler più giocare la domenica per motivi religiosi. Lo stesso anno prese parte al tour in Sudafrica dei British and Irish Lions senza però giocare in nessuno dei tre test match ufficiali contro i padroni di casa degli Springbok. Fu convocato per la Coppa del Mondo di rugby 2011, edizione in cui per la prima volta la Scozia non riuscì ad accedere ai quarti di finale.
Nel 2011 Murray lasciò il Northampton accordandosi per giocare una stagione con il Newcastle; l'anno dopo ebbe una breve esperienza con la squadra francese dell'Agen impegnata nel campionato Top 14, prima di tornare nuovamente in Inghilterra con il Worcester. Dal 2014 Murray gioca con i Glasgow Warriors, squadra con la quale iniziò a giocare a livello professionistico.

## Palmarès
- Challenge Cup: 1
Northampton: 2008-09
- Coppe Anglo-Gallesi: 1
Northampton: 2009-10
- National Division One: 1
Northampton: 2007-08